# Díly
Díly település Csehországban, a Domažlicei járásban. Díly Klenčí pod Čerchovem és Postřekov településekkel határos. Lakosainak száma 390 fő (2024. január 1.).

## Népesség
A település lakosságának változását az alábbi diagram mutatja:
| Lakosok száma | 426  | 447  | 522  | 319  | 382  | 374  | 378  | 387  | 385  | 390  |
|               | 1869 | 1890 | 1921 | 1950 | 1980 | 2001 | 2017 | 2019 | 2022 | 2024 |